# شبگرد پورتوریکویی
شبگرد پورتوریکویی (نام علمی: Antrostomus noctitherus) نام یک گونه از تیره شبگردان است.